# Evangelische Kirche Götzenhain

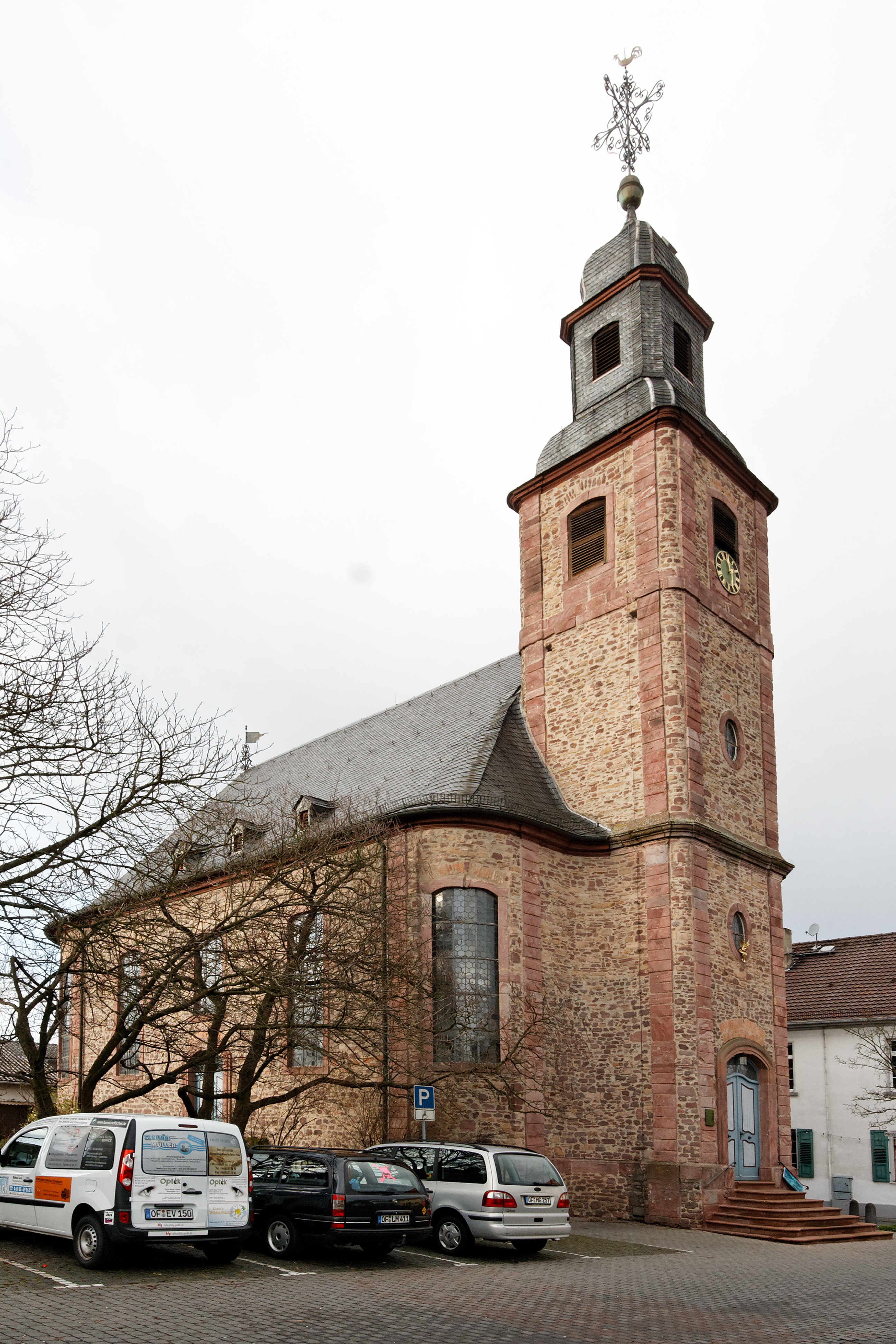
Die evangelische Pfarrkirche Götzenhain, erbaut 1775 bis 1776

Die evangelische Kirche Götzenhain ist ein unter Denkmalschutz stehendes Kirchengebäude im Dreieicher Stadtteil Götzenhain in Südhessen. Die Kirchengemeinde gehört zum Dekanat Dreieich-Rodgau der Evangelischen Kirche in Hessen und Nassau (EKHN). Die barocke Kirche prägt den historischen Ortskern von Götzenhain und gilt als Wahrzeichen des Ortes.

## Geschichte

### Gotische Kirche um 1400
Das erste Kirchengebäude in Götzenhain wurde um 1400 im Stil der Gotik errichtet. Es befand sich an derselben Stelle, wo auch die heutige evangelische Kirche steht.
1528 wurde in Götzenhain die Reformation durch Erasmus Alberus eingeführt, der zu dieser Zeit Pfarrer von Sprendlingen und dessen Filiale Götzenhain war.
Von 1581 bis 1701 blieb die Götzenhainer Kirche über einen Zeitraum von 120 Jahren fast durchgehend verschlossen. Grund dafür war ein Glaubensstreit zwischen den Grafen von Isenburg-Birstein, die zum Calvinismus übergetreten waren, und Hessen-Darmstadt. Der Besuch lutherischer Gottesdienste wurde verboten und die Kirchentür blieb verschlossen. Erst 1701 konnte der Streit beigelegt werden, sodass die Kirche wieder geöffnet wurde und die durch Verwahrlosung entstandenen Schäden behoben wurden.
1724 wurde Götzenhain zu einer eigenständigen evangelisch-lutherischen Pfarrei erhoben.
1774 wurde die gotische Kirche im Zuge einer Unwetterkatastrophe durch einen Wirbelsturm zerstört. An ihrer Stelle wurde der heutige Barockbau errichtet.

### Barocke Kirche von 1776
Das heutige Kirchengebäude wurde von 1775 bis 1776 im Stil des Barocks errichtet und am 25. Dezember 1776 geweiht.
Ende des 19. Jahrhunderts wurde die Kirche einer Innenrenovierung unterzogen. Weitere umfangreiche Renovierungsarbeiten folgten gegen Ende des 20. Jahrhunderts. Dabei wurde das Gebäude modernisiert und die Anzahl der Sitzplätze erhöht.

## Baubeschreibung
Die barocke Kirche wurde als einfacher unverputzter Werksteinbau aus Rotliegendem errichtet. Sie besitzt einen halbrunden Chor und eine durch Lisenen gegliederte Fassade. Der Kirchturm weist einen Haubendachhelm auf. Laterne und Turmkreuz sind halb eingestellt. Der Übergang vom Turm zum Langhaus ist abgerundet. Der Eingang des Gebäudes liegt erhöht im Turm und kann über eine Freitreppe erreicht werden.

## Ausstattung
Die Kirche besitzt eine dreiseitige Holzempore, auf der sich eine Orgel aus dem Jahr 1765 befindet. Zudem beherbergt sie eine um 1775 bis 1780 gefertigte Kanzel, auffällige Figuren eines Rache- und Friedensengels aus dem Jahr 1782 zur Erinnerung an die Unwetterkatastrophe von 1774 sowie einen bäuerlichen Opferstock von 1682.